# Noom Diawara

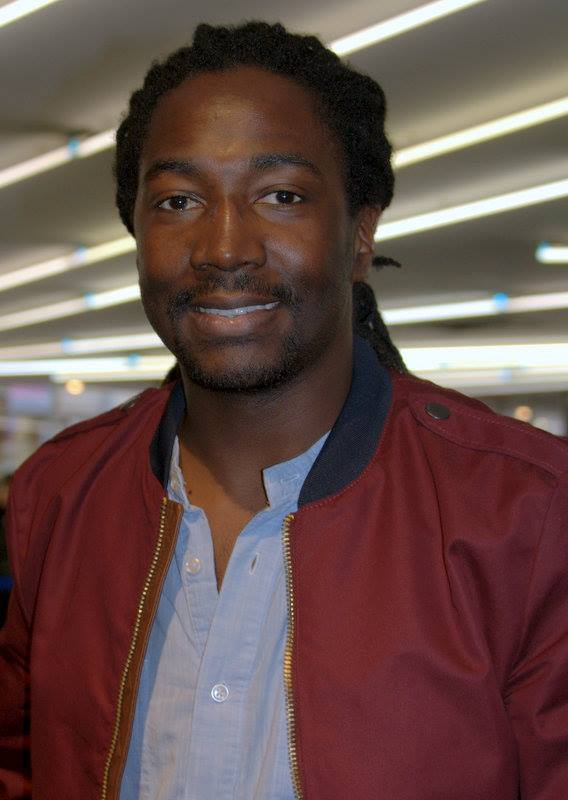

Noom Diawara (* 26. Dezember 1978 in Paris) ist ein französischer Filmschauspieler und Komiker.
Noom Diawara ist der Sohn von Einwanderern aus Mali. Im Jahr 2000 wurde er Praktikant bei Canal+. Er hatte dort auch kleine Auftritte in TV-Sketchen und trat mit kleineren Beiträgen in der Standup-Comedy-Szene auf. Für die Komiker Jamel Debbouze und Tomer Sisley war er im Vorprogramm aktiv. Ab 2007 ging er zusammen mit Jamel Bebbouze und seinem „Comedy Club“ auf Tournee. 2008 hatte er erste kleine Auftritte in Fernsehserien. 2014 spielte er in der international erfolgreichen Komödie Monsieur Claude und seine Töchter die Rolle des Charles Koffi. Auch in den beiden Fortsetzungen war er wieder mit dabei.

## Filmografie (Auswahl)
- 2008: Cellule identité (Fernsehserie, eine Folge)
- 2008: Sur le fil (Fernsehserie, eine Folge)
- 2009: Inside Jamel Comedy Club (Fernsehsendung, 8 Folgen)
- 2010: Le baltringue
- 2013: Mon Frigo m’a dit (Fernsehserie, 14 Folgen)
- 2014: Enfin te voilà (Fernsehserie, eine Folge)
- 2014: Monsieur Claude und seine Töchter (Qu’est-ce qu’on a fait au Bon Dieu?)
- 2014: Amour sur place ou à emporter
- 2015: Scènes de ménages (Fernsehserie, eine Folge)
- 2015: A votre service (Fernsehserie, eine Folge)
- 2016: Befikre
- 2016: En ligne de mire
- 2019: Monsieur Claude 2 (Qu’est-ce qu’on a encore fait au Bon Dieu?)
- 2019: Colombine
- 2021: Sam (Fernsehserie, 8 Folgen)
- 2021: Monsieur Claude und sein großes Fest (Qu’est-ce qu’on a tous fait au Bon Dieu?)